# One Good Reason
"One Good Reason" foi a canção que representou os Países Baixos no Festival Eurovisão da Canção 1999 que teve lugar a 29 de maio desse ano, em Jerusalém.
A referida canção foi interpretada em inglês por  Marlayne. Foi a décima-primeira canção a ser interpretada na noite do festival, a seguir à canção da França "Je veux donner ma voix", cantada por Nayah e antes da canção da Polónia   "Przytul mnie mocno", interpretada por  Mietek Szcześniak. Terminou a competição em oitavo lugar, tendo recebido um total de 71 pontos. No ano seguinte, em 2000 foi representada por  Linda que cantou "No Goodbyes".

## Autores
- Letristas: Tjeerd van Zanen, Alan Michael
- Compositores: Tjeerd van Zanen, Alan Michael

## Letra
A canção é um número moderado de uptempo, com Marlayne dizendo ao seu amante que eles superar quaisquer obstáculos que a vida coloca em seu caminho por demais forte em seu relacionamento. Ela canta que se ele pode dar-lhe "uma boa razão" para ficar juntos, ela pode dar-lhe dois. Foi a primeira vez em que não foi gravada qualquer versão em neerlandês. 

## Outras versões
Segundo o site Diggiloo Thrush esta canção teve as seguintes versões:
- versão alternativa (inglês)
- remix (inglês)
- nova versão (2000) (inglês)
- versão karaoke